# Себастьян Мюллер
Себастьян Мюллер (нім. Sebastian Müller, нар. 23 січня 2001, Швальмштадт, Німеччина) — німецький футболіст, нападник клубу «Армінія» Білефельд.
На правах оренди грає у клубі «Галлешер».

## Ігрова кар'єра

### Клубна
Себастьян Мюллер народився у місті Швальмштадт і грати у футбол почав у місцевому клубі аматорського рівня. Пізніше він приєднався до молодіжної команди клубу «Кельн», де виступав чотири роки. У 2020 році Мюллер став гравцем клубу «Армінія» з Білефельда, яка в тому ж сезоні виборола право грати у Бундеслізі. І 12 грудня 2020 року Себастьян Мюллер дебютував у турнірі Бундесліги, вийшовши на заміну у матчі проти «Фрайбурга».
Але надалі, не маючи постійної ігрової практики, Мюллер відправився в оренду. У лютому 2021 року до кінця сезону він перейшов до клубу «Оснабрюк». Влітку 2021 року футболіст знову був відправлений в оренду - у клуб Третьої ліги «Айнтрахт» з Брауншвейга.
Провівши там один сезон, влітку 2022 року нападник відправився на правах оренди також до клубу Третьої ліги «Галлешер».

### Збірна
З 2019 року Себастьян Мюллер провів кілька матчів у складі юнацьких збірних Німеччини.